# Гіркі жалі
"Гіркі Жалі" — Богослужіння, які спонукають до співпереживань Страстей Христових. 
У Великого Посту існує багато видів спеціальних Богослужінь, які спонукають  до жалю за свої гріхи, закликають до навернення до Господа. Церква має багатовікові традиції, які вдосконалюються і доповнюються. Одним з них є Богослужіння, яке виникло на території Польщі і відноситься до польської традиції. "Гіркі Жалі" — це збірка пісень про Страсті Христові, які співають кожної неділі Великого Посту.
Достеменно не відомо, хто є автором цих пісень. Можливо, священик Лоуренс Станіслав Бенік, який у 1707 році вперше їх видав друком.  Назва "Гіркі Жалі"  поширилася пізніше. Вона походить від перших слів пісні: "Гіркі жалі прибувайте, серця наші проникайте". Уперше це Богослужіння відбулося у костелі св. Хреста у Варшаві 13 березня 1707 року.
Переживання Христових Мук має, звичайно, набагато старшу традицію. На початку вісімнадцятого століття, як і раніше проводилися Богослужіння, які своїми коренями сягають у середньовіччя. Велика відданість і віра у Бога тогочасних людей, характеризувалася особистим переживанням Страстей Христових, потребувала нових форм Богослужінь. Таких, які б не тільки відображали біблійні події, а й дозволяли людям легше уявити собі страждання Ісуса. Таким чином це Богослужіння ("Гіркі Жалі") стало  поширеним і  неповторним.
"Гіркі Жалі" – це особливе Богослужіння, у якому людина має можливість задуматися над важкими переживаннями і стражданнями Спасителя. Хоча початок цих Богослужінь сягає періоду бароко – часу, у якому  розвивається містична література, актуальність цієї молитви є і у наші дні. Богослужіння це пробуджує сильні емоції, які полегшують і збагачують молитву і заохочують наслідувати Ісуса.
"Гіркі Жалі" – це молитва, яка вказує на емоційне переживання відносин з Богом. Тут не  медитація,  молитва повинна охоплювати цілу людину – її почуття, які  спонукають до дії, помагають у реалізації радикальної євангельської віри.
- Гіркі Жалі (по-українськи)
- Гіркі Жалі (по-польськи) [Архівовано 19 березня 2012 у Wayback Machine.]